# Kronecker Jugendtraum
 (septembre 2023).
Si vous disposez d'ouvrages ou d'articles de référence ou si vous connaissez des sites web de qualité traitant du thème abordé ici, merci de compléter l'article en donnant les références utiles à sa vérifiabilité et en les liant à la section « Notes et références ».

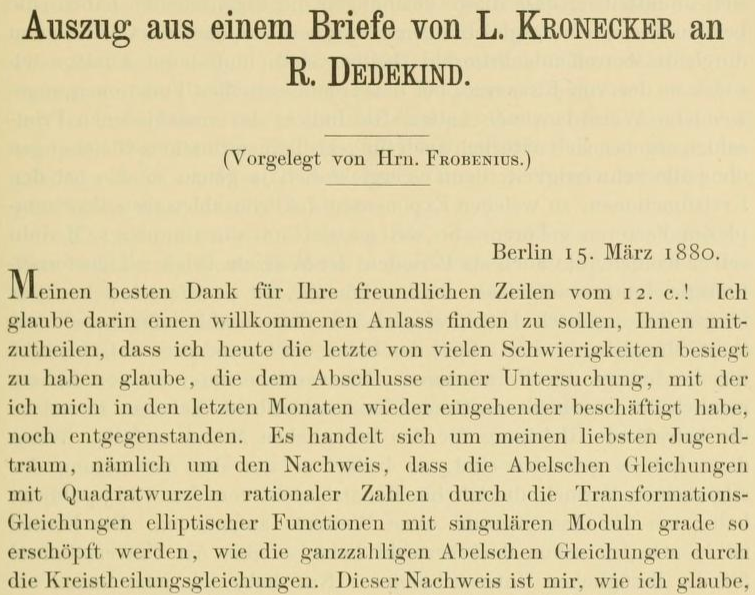
Lettre s'adressant à R.Dedekind.

Le théorème de Kronecker-Weber, d'abord annoncé par Kronecker, dont la démonstration fut complétée par Weber et Hilbert, décrit les extensions abéliennes finies du corps des rationnels. Celles-ci sont contenues dans les extensions cyclotomiques, c'est-à-dire les extensions engendrées par les racines de l'unité. Du point de vue de l'analyse complexe, on construit les racines de l'unité comme valeurs spéciales de la fonction exponentielle.
Pour ce qui est de décrire les extensions abéliennes d'un corps de nombres général, la théorie des corps de classes apporte la généralisation du volet algébrique de la situation précédente : les extensions abéliennes sont classifiées par leur groupe de normes, qui décrit les sous-groupes d'indice fini du groupe multiplicatif du corps de nombres étudié.
Le Kronecker Jugendtraum, littéralement le rêve de jeunesse de Kronecker, et connu également comme le douzième problème de Hilbert, suggère que les extensions abéliennes d'un corps de nombres doivent être contenues dans des extensions engendrées par des valeurs spéciales de fonctions analytiques. 
La théorie de la multiplication complexe répond à cette question pour un corps de nombres K qui est extension quadratique imaginaire du corps des nombres rationnels :
- Le corps de classes de Hilbert de K est engendré par les invariants j de certaines courbes elliptiques à multiplication complexe par le corps K (celles dont l'anneau d'endomorphismes est l'anneau des entiers algébriques {\displaystyle O_{K}} de K). Ce sont des valeurs spéciales de la fonction modulaire j aux points du demi-plan de Poincaré qui sont situés dans K.
- Les extensions abéliennes plus générales sont engendrées sur le corps de classes par les coordonnées des points de torsion d'une courbe du type précédent : ce sont les valeurs prises par les fonctions rationnelles sur cette courbe elliptique. Ce sont également les valeurs spéciales prises par les fonctions elliptiques de Weierstrass associées au réseau {\displaystyle O_{K}} sur les éléments du corps K

Remarquons que si l'on considère l'extension engendrée par les invariants de toutes les courbes elliptiques à multiplication complexe par K, on obtient l'extension abélienne maximale de K à une 2-extension près, à l'exception près des corps Q(i) et Q(j) engendrés par une racine quatrième et troisième de l'unité.